# 灰熊山極速礦車
灰熊山極速礦車（英文：Big Grizzly Mountain Runaway Mine Cars! ）是香港迪士尼樂園灰熊山谷內的遊樂設施，故事講述在1888年8月8日，乘坐極速礦車向礦洞進發時，經過起伏不平的道路，被一隻背癢的灰熊改寫旅程，改為一條通往礦洞外的危險斜路。途中礦車將會於主山峰停下一陣並快速倒後行，這個遊樂設施是香港迪士尼樂園第三座過山車，而同期擴建計劃的沖天遙控車則是樂園第二座過山車。

## 灰熊山極速礦車資料
灰熊山谷極速礦車，路軌全長一點一公里，遊玩歷時三分鐘，穿越整個景區。樂園指礦車已進行逾一千小時安全測試；即使遇上突發事件，五至八分鐘便會有演藝人員協助疏散賓客，兩至三小時則可重新開放。

### 故事場景
1. 從灰熊山採礦公司出發，原本要走的是8號洞，金礦熊爸爸(Rocky)因抓背脊撞到轉轍器，將路軌通往4號，礦洞外的斜路。
2. 當礦車上到灰熊山的最高點，纜索突然斷裂，礦車會突然急速倒墜。
3. 倒行後礦車再次停下來，到達炸藥庫，灰熊們正打算偷走庫內的魚獲，金礦熊寶寶(Nuggets)誤按下炸藥掣。
4. 因為按下了炸藥掣，快速爆發並將礦車再次向前衝。
5. 最後抵達灰熊山採礦公司。[2]

### 灰熊山谷有趣小知識
1. 「灰熊山谷」的主要地標「灰熊山」高逾27米，其總面積更達5,497平方米。
2. 製作團隊每建造一立方米的山石，約需使用700公斤的水泥。因此，「灰熊山」共需3,850噸水泥，亦即153,916包水泥。
3. 比例控制可以說是建造「灰熊山」中的一個重要環節。務求讓「灰熊山」看起來更雄偉，製作團隊精心計算每一個細節的最佳比例，並且運用視覺錯覺的手法；把離賓客較近的景物以1：1原大表現，並且把遠處的景物縮小，讓「灰熊山」看起來更為巨大。
4. 建構「灰熊山谷」的另一個最大挑戰，可以說是在打造山石的時候必須忠於地理邏輯。為了配合「灰熊山谷」的尋金故事背景，製作團隊細心考究真實的地理狀況，並在「灰熊山」建構了無數的金礦礦脈，與其他山石形態一脈相連。
5. 為打造最真實的西部曠野景緻，幻想工程師仔細地參考了人們於1888年前所使用的各種採礦工具，務求讓每一個小細節都能更像真。
6. 「灰熊山谷」的山石工程之細緻程度絕對令人讚嘆。製作團隊要把雕工所需的細緻程度分為四個等級，根據實際需要將整個主題區的不同區域加以區分，從而更有效地分配雕刻及繪畫工作，讓每個區域的景物都細緻像真。
7. 為了帶給賓客最真實的觀感，製作團隊於動土前特別製作為1:100及1:50的模型作，並且就石刻的整體造型以及繪畫作仔細研究。
8. 製作團隊更特地複製局部地區以及14款「灰熊山谷」內景材樣板。這些團隊觀察實物的細節。同時，團隊更為灰熊山研發出一種全新的石材及繪畫方法。
9. 雕刻團隊一共花了14個月的時間，精心雕刻了面積約13,000平方米的石材。

## 安全設施
全長一點一公里的路軌共裝上近500個安全感應器，號稱全球最多，一旦系統啟動緊急煞停遊戲車廂，近百賓客可沿車軌旁的平台及梯級，於20分鐘內全部疏散逃生，不用驚嚇呆等「半天吊」。香港迪士尼工程服務經理江鏡泉指全條路軌穿梭整個樂園，由於行走範圍廣，當遇上緊急情況時，樂園演藝人員將分5隊出發疏散賓客，相信極少需要出動消防協助。他提到新設施採多項雙重保障措施，如路軌安全感應器以「一對對」運作，其中一個偵察對方於0.2秒間無回應，包括樹葉遮擋，便會發出警報；礦車車轆上裝上雙倍螺絲，再加保護罩，以防鬆脫。另外，負責推動礦車上山的鎖車扣亦是特別訂造「無縫」鋼，更安全耐用。設於月台附近路軌磁力煞車系統，可確保降低車速回站。香港迪士尼遊樂設施及賓客服務總監陳志華亦稱，樂園已累積試車逾1,000小時。

## 外部連結
- 灰熊山谷：攀越熊峰